# Jeff Crank

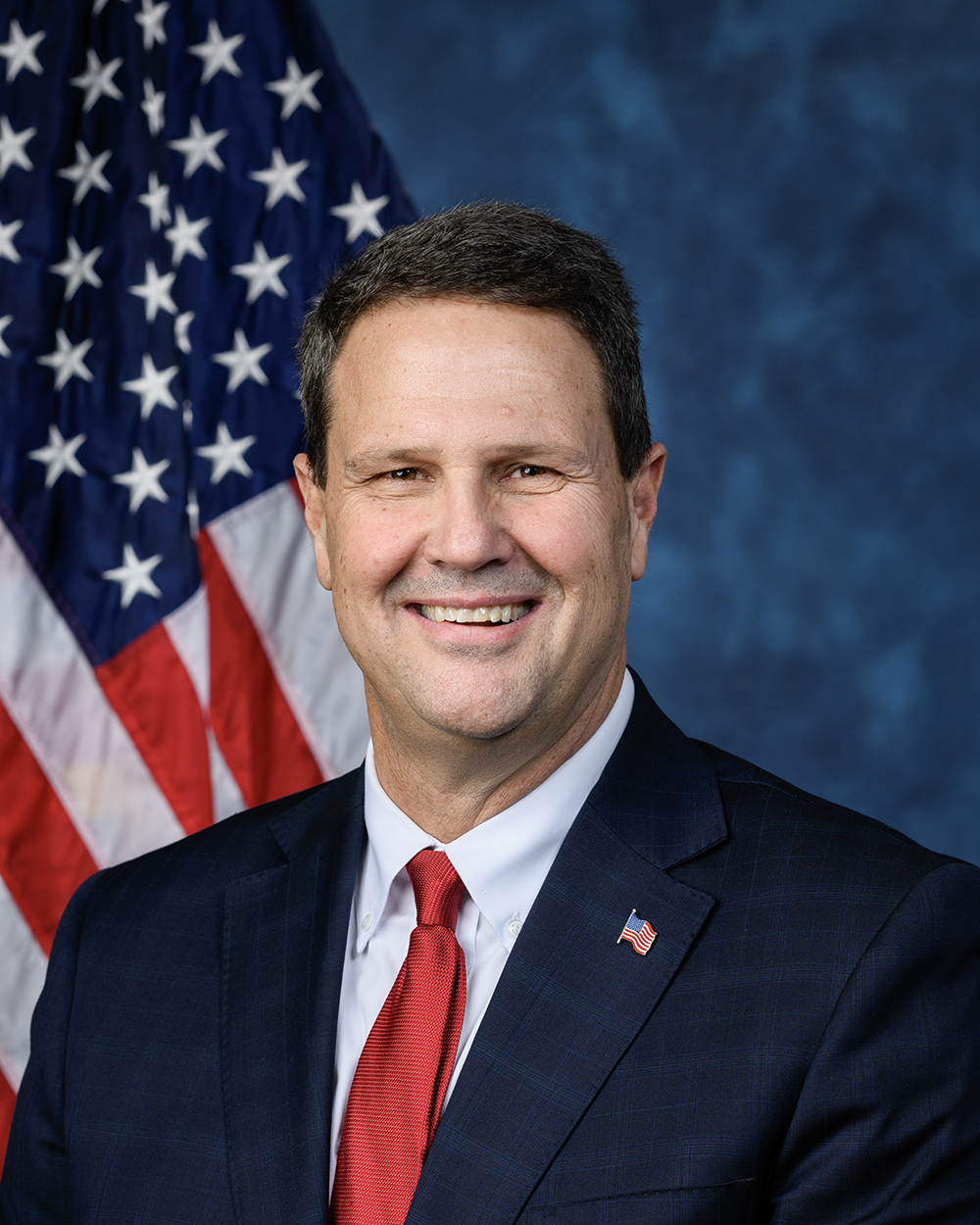
Jeff Crank (2024)

Jeffrey „Jeff“ George Crank (* 28. Januar 1967 in Pueblo, Colorado) ist ein US-amerikanischer Politiker der Republikanischen Partei. Er wurde 2024 im 5. Kongresswahlbezirk von Colorado in das Repräsentantenhaus der Vereinigten Staaten gewählt.

## Leben
Crank betätigte sich als Eigentümer eines Politikberatungsunternehmens und war konservativer Talkmaster beim Radiosender KVOR AM. Er war Leiter der von den Koch-Brüdern gegründeten Lobbygruppe Americans for Prosperity in Colorado und betrieb für die Organisation einen Podcast.

## Politik
Von 1991 bis 1998 war Crank bei dem Abgeordneten Joel Hefley im Kongress beschäftigt. Als Hefley nicht erneut im 5. Kongresswahlbezirk antrat, kandidierte Crank 2006 erstmals für das Repräsentantenhaus. Er musste sich in der republikanischen Vorwahl Doug Lamborn geschlagen geben. In der nächsten Kongresswahl kandidierte er abermals im 5. Wahldistrikt und schied erneut in der Vorwahl gegen Lamborn aus.
Als Lamborn sich entschlossen hatte, zur Wahl 2024 nicht erneut anzutreten, empfahl er Jeff Crank als Nachfolger. Cranks Rivale in der Vorwahl war der von Donald Trump unterstützte Parteivorsitzende in Colorado, Dave Williams. Crank konnte Williams mit 66 % zu 34 % schlagen. In der Hauptwahl zum 119. Kongress setzte sich Jeff Crank dann im November mit 54,7 % gegen die Demokratin River Gassen (40,9 %) durch.